# 天门冬氨酸
天门冬氨酸（英語：Aspartic acid，可簡寫為Asp或D），简称天冬氨酸，药学中多简称门冬氨酸，是一种α-氨基酸，其化學式為HOOCCH2CH(NH2)COOH。天冬氨酸的L-異構物是20种蛋白胺基酸之一，即蛋白質的构造单位。它的密碼子是GAU和GAC。它与谷氨酸同為酸性氨基酸。天冬氨酸普遍存在于生物合成作用中。
最初就是在蘆筍中被發現此胺基酸，蘆筍（Asparagus officinalis）屬於天門冬屬，富含天門冬胺酸，故以其英文名稱命名為天門冬胺酸 aspartic acid，蘆筍汁亦被稱為「安賜百樂素」。

## 生物合成作用
对于哺乳動物，天冬氨酸人体为非必需氨基酸，因其可由转氨基作用从草酰乙酸製成。对于植物和微生物，天冬氨酸是數種氨基酸的原料，包括4種必不可少的：蛋氨酸、蘇氨酸、異亮氨酸、賴氨酸。从天冬氨酸到那些氨基酸的转化由天冬氨酸转换为其“半醛”開始。天冬酰胺是來自天冬氨酸經转氨基作用產生的 ：
HO2CCH(NH2)CH2CO2H + GC(O)NH2      →HO2CCH(NH2)CH2CONH2 + GC(O)OH 

（GC(O)NH2和GC(O)OH 分別指谷氨酰胺和谷氨酸）

## 用途
用于合成甜味剂，医药上用于治疗心脏病，用作肝功能促进剂、氨解毒剂、疲劳消除剂和氨基酸输液成分等 
常用人工甜味剂阿斯巴甜其每一分子的体内代谢产物为一分子天冬氨酸、一分子苯丙氨酸和一分子甲醇。
另合成门冬氨酸钾，用于低血钾症，以及洋地黄中毒引起的心律失常。

## 外部連結
- GMD MS Spectrum （页面存档备份，存于）
- American Chemical Society. . ScienceDaily. 21 April 2010  [2010-04-21]. （原始内容存档于2010-04-23）.

Template:Ionotropic glutamate receptor modulators

Template:Glutamate metabolism and transport modulators